# Helene Schjerfbeck
Helene Schjerfbeck (Helsinki, 1862. július 10. – Saltsjöbaden (Stockholm megye), 1946. január 28.) finn festőművész.

## Életpályája
Finnországi svéd családban született. Négy éves korában leesett a lépcsőn, és csípője súlyosan megsérült. A család anyagi helyzete nem tette lehetővé a műtétet. Egész életére kihatott ez a baleset, járásában korlátozott maradt. A kivételesen tehetséges 11 éves kislányt felvették a Finn Művészeti Társaság Iskolájába 1873-ban, ott ismerkedett meg Helena Westermarckkal. Ezt követően Adolf von Becker festőművész akadémiáján tanult. Vasutastiszt édesapja 1876-ban tuberkulózisban meghalt. Édesanyja szobakiadással egészítette ki az özvegyi nyugdíját.
Az első sikeres helsinki bemutatkozás után 1880-ban állami ösztöndíjjal Párizsba utazott tanulmányútra. A Colarossi Akadémián tanult Léon Bonnat és Gustave Courtois festők irányítása mellett. Újabb ösztöndíjak tették lehetővé, hogy egy évtizeden keresztül külföldön képezhesse magát. Járt Bretagne-ban, Rómában, Firenzében, Bécsben, Szentpéterváron és többször tett látogatást barátnőjénél, Marianne Stokes osztrák–brit festőművésznél St Ives-ben, Cornwallban.
Végül visszatért Helsinkibe, és egykori művészeti iskolájában tanított. A főváros művészi köreiben nem értékelték festményeit, stílusát, mert a 19. század végén és a 20. század elején bontakozott ki a finn nemzeti romantika, amelynek Akseli Gallen-Kallela volt a legismertebb képviselője. Schjerfbeck ennek ellenére részt vett csoportos kiállításokon Turkuban és Helsinkiben.
A Helsinkitől északra fekvő Hyvingébe költözött édesanyjával, ahol szoba-konyhás kis házban éltek szerény körülmények között. Itt alakult ki modernizáló stílusa, Manet, van Gogh, Cezanne, az impresszionisták és szimbolisták képei hatottak rá. Művészeti kiadványokat, folyóiratokat olvasott, látta Marie Laurincine francia festő és grafikus, Tyko Sallinen finn festő és a kubista Juan Gris festményeit Gösta Stenman képkereskedő galériájában. Stenman felfigyelt képeire, kiállította és árulta festményeit, így Schjerfbeck újra visszatérhetett a finn művészeti életbe. 1917. szeptember 2-án nyílt meg első önálló kiállítása a Stenman galériában. 1923-ban édesanyja halála után Ekenäsbe költözött. Az 1930-as években Stenman galériát nyitott Stockholmban, és az 1937-ben rendezett egyéni kiállítása meghozta Schjerfbecknek a skandináv sikert. Néhány évvel később nyugdíjban és állami támogatásban részesült, a finn Fehér Rózsa-renddel is kitüntették. A háború alatt a Stockholmhoz közel fekvő Saltsjöbadenben élt idősek otthonában, és ott halt meg 1946. január 28-án.

## Galéria

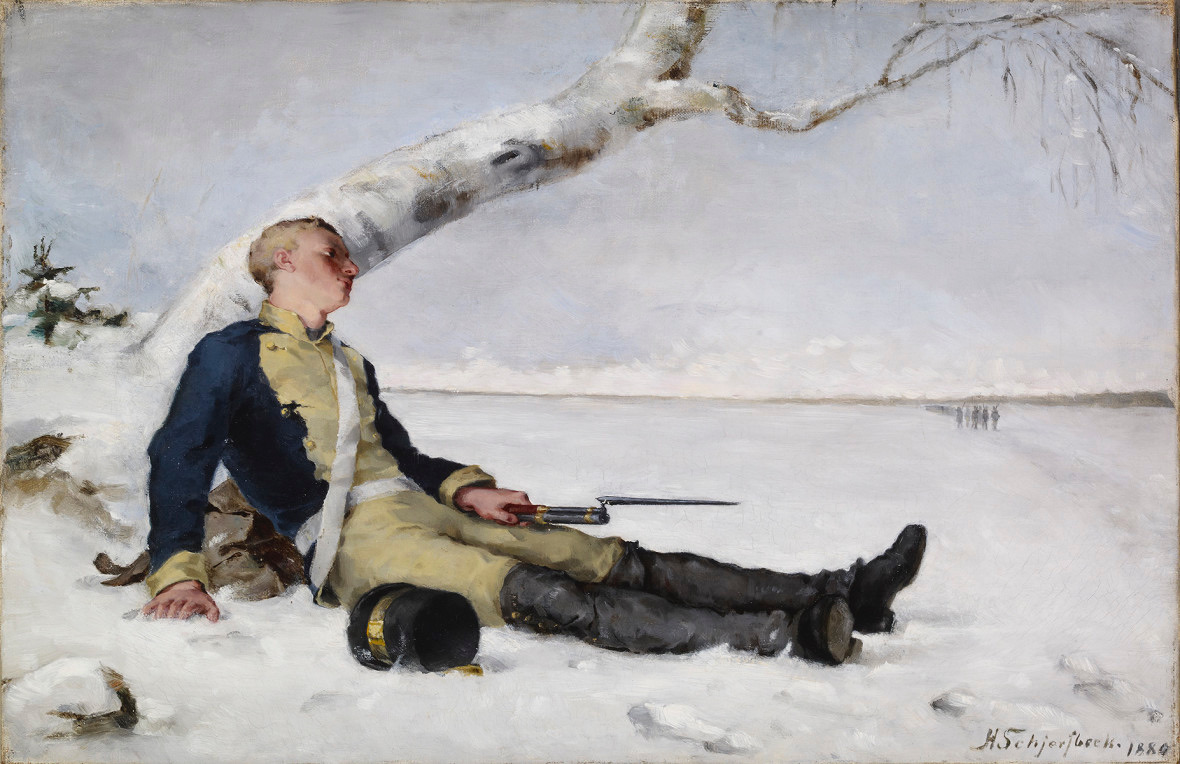
Sebesült katona a hóban
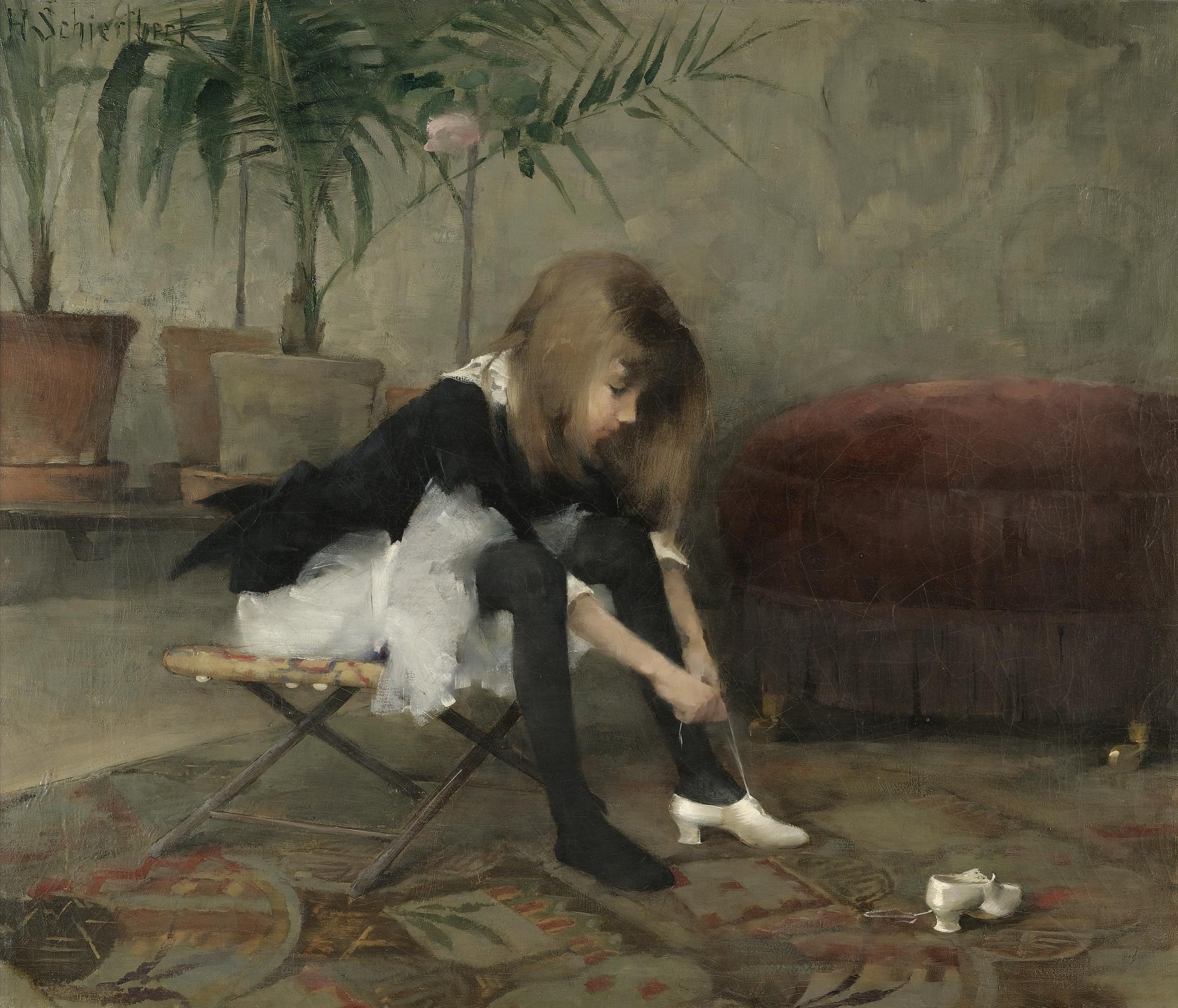
Tánccipő
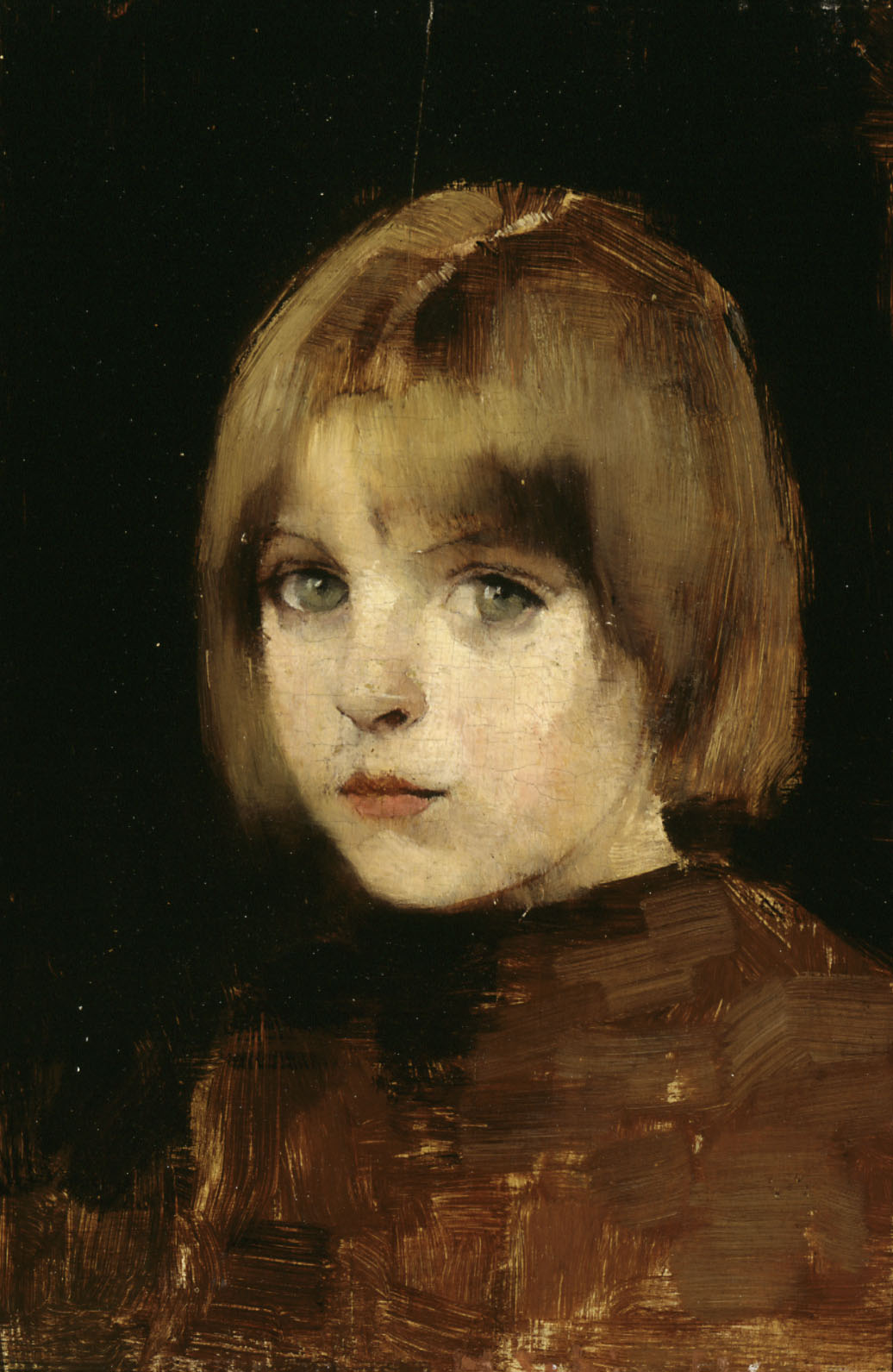
Kislány arcképe
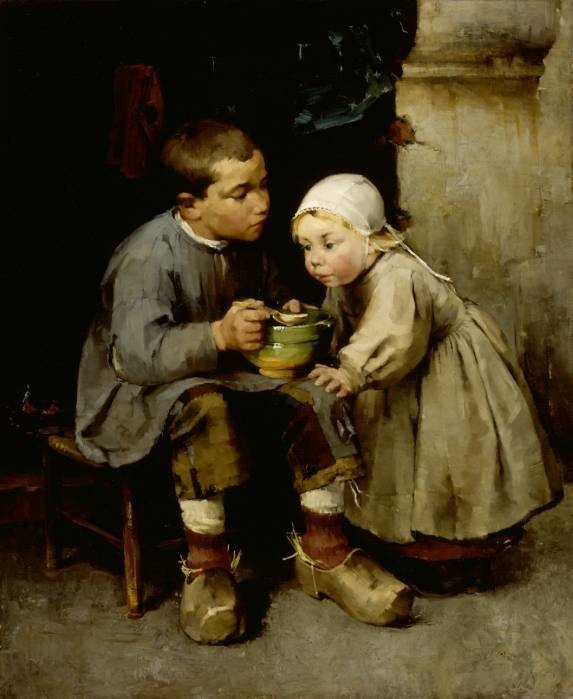
Kisfiú eteti húgát
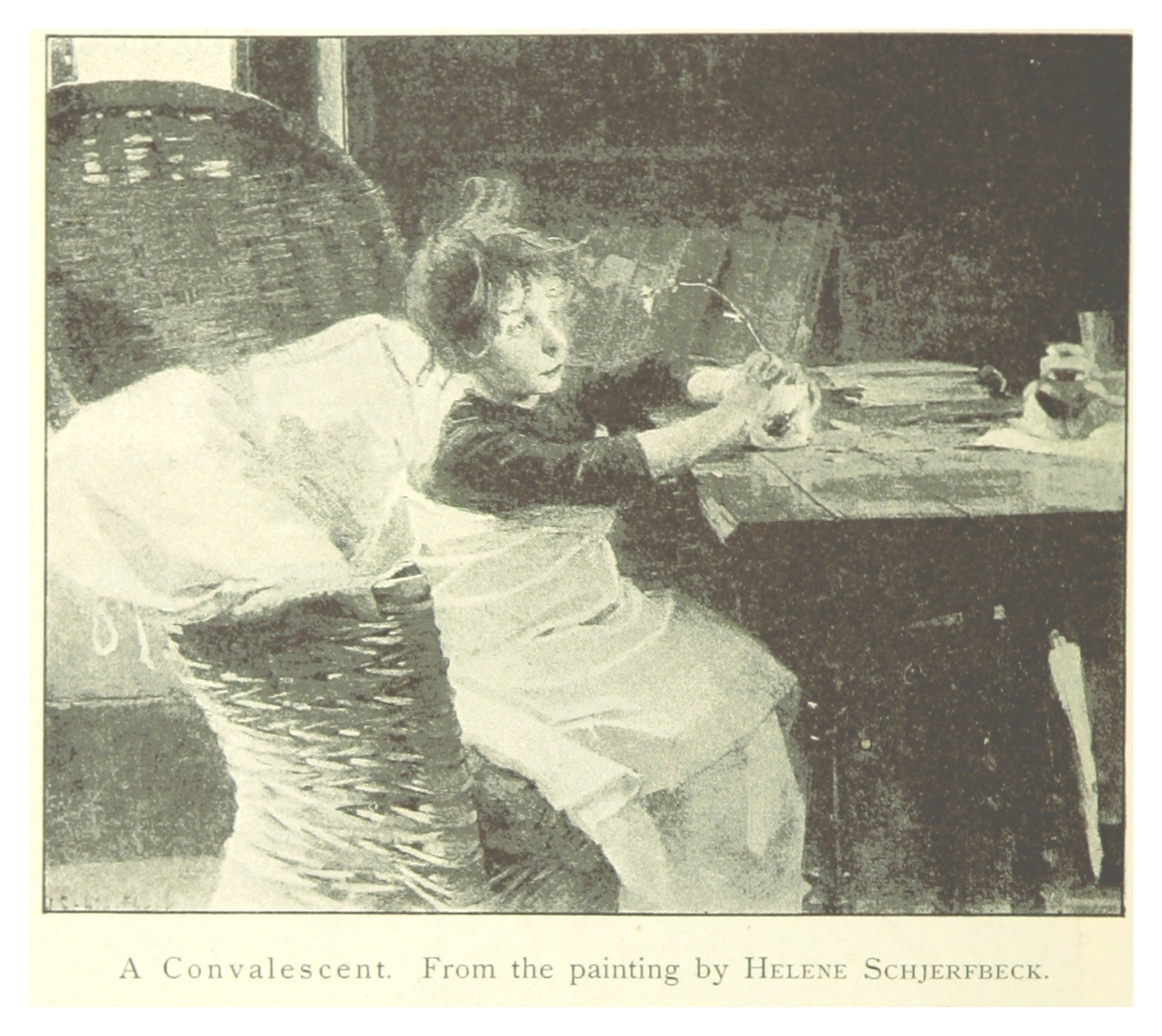
Lábadozó
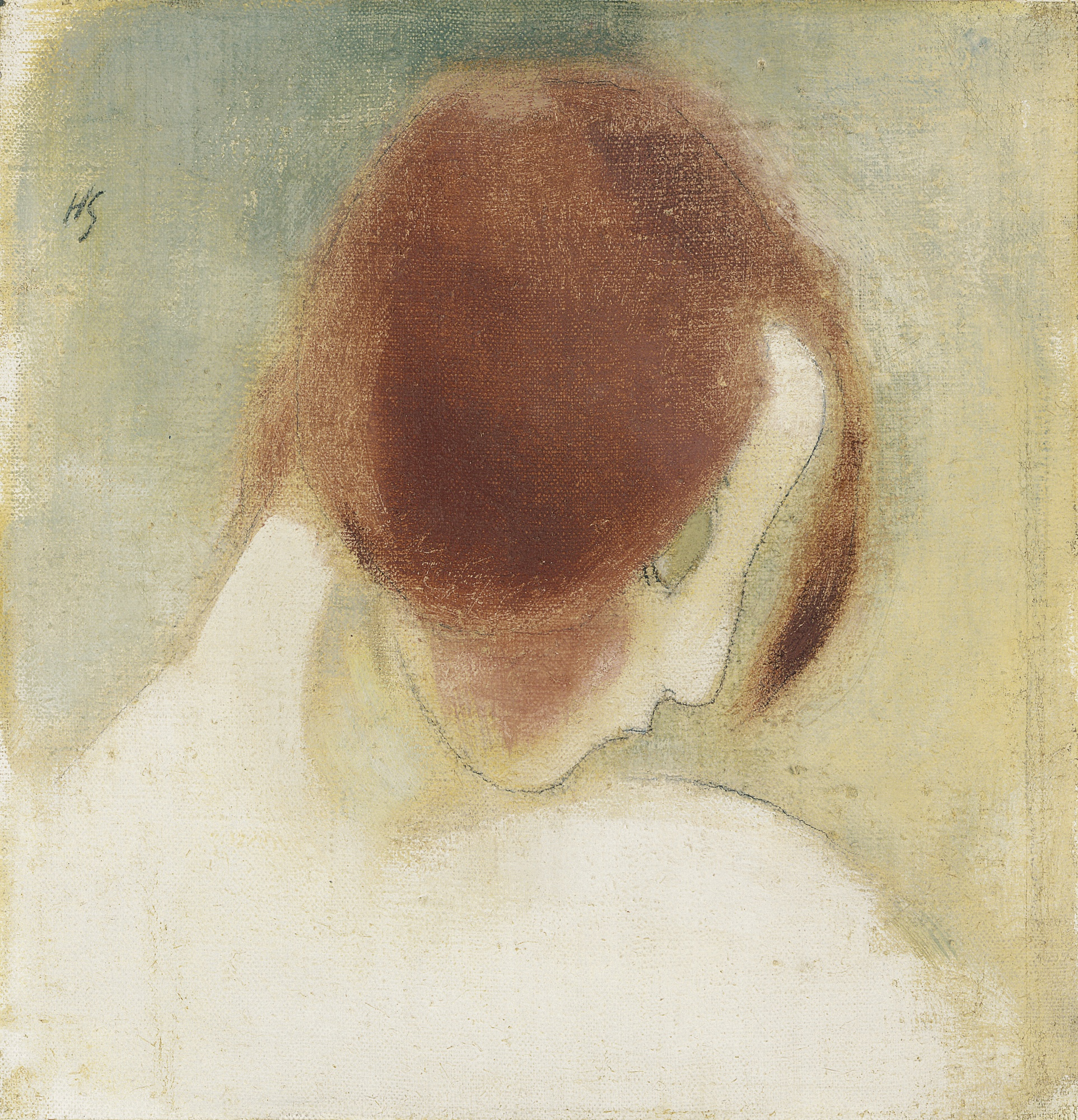
Vörös hajú lány